# Penstemon barbatus
Penstemon barbatus là một loài thực vật có hoa trong họ Mã đề. Loài này được (Cav.) Nutt. mô tả khoa học đầu tiên năm 1818.

## Hình ảnh

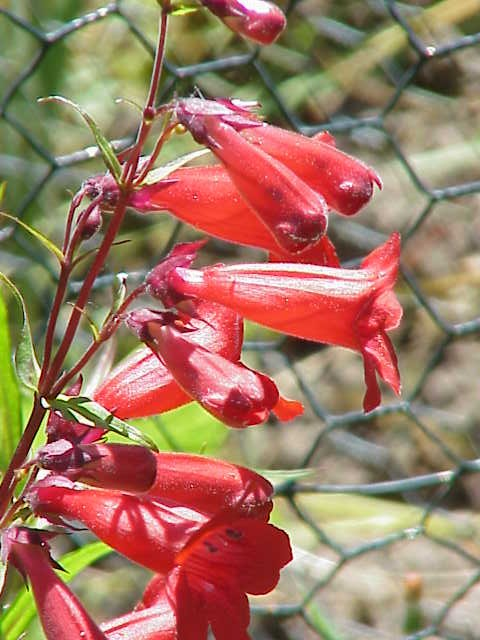
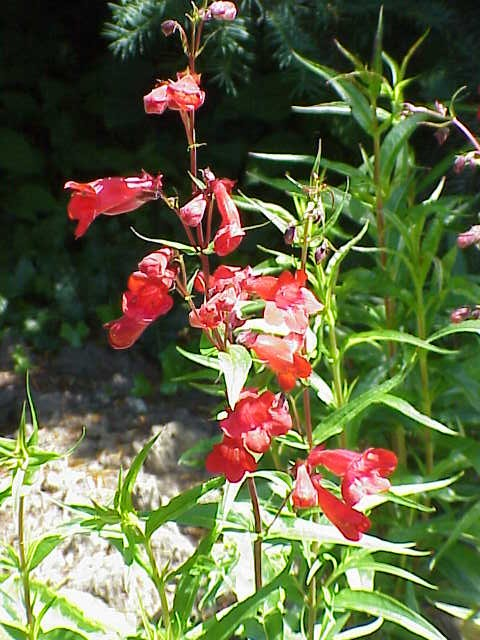
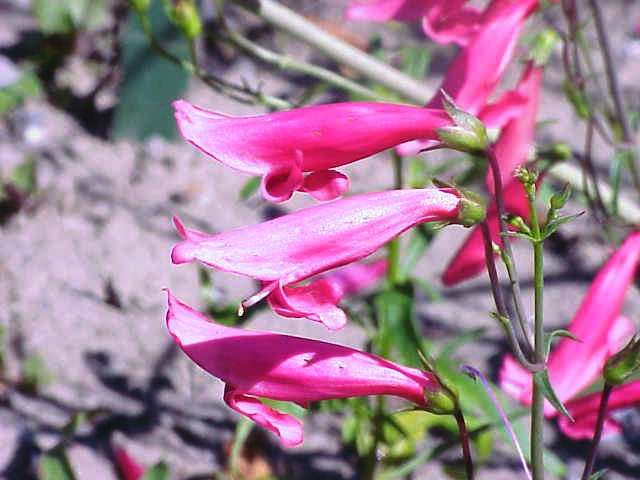
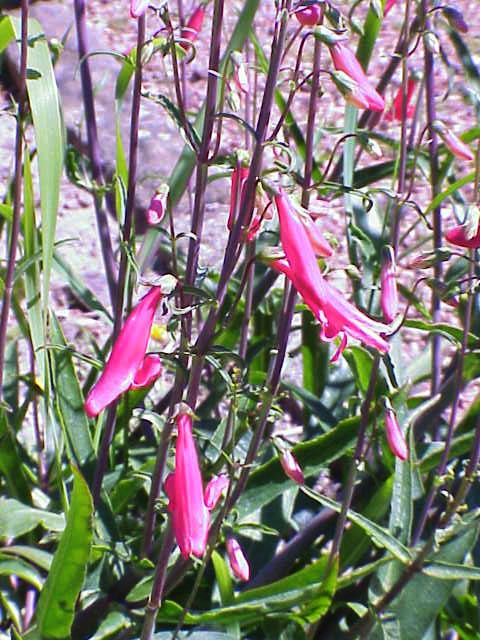